# Fasnia (kommunhuvudort)
Fasnia är en kommunhuvudort i Spanien.   Den ligger i provinsen Provincia de Santa Cruz de Tenerife och regionen Kanarieöarna, i den sydvästra delen av landet, 1 800 km sydväst om huvudstaden Madrid. Fasnia ligger 429 meter över havet och antalet invånare är 2 777. Den ligger på ön Teneriffa.
Terrängen runt Fasnia är varierad. Havet är nära Fasnia åt sydost. Närmaste större samhälle är Güimar, 8,7 km norr om Fasnia. 